# 강화 정수사 함허대사탑
강화 정수사 함허대사탑(江華 淨水寺 㴠虛大師塔)은 인천광역시 강화군 화도면 사기리, 정수사에 있는 승탑이다. 1986년 4월 1일 강화군의 향토유적 제19호로 지정되었다.

## 개요
고려 말에서 조선 초기에 걸쳐 활동한 것으로 알려진 함허대사가 정수사에서 입적하자 뒷산 중턱에 부도를 봉안했다고 한다. 부도의 구성은 기단 위에 탑신이 놓이고 그 위에 옥개석을 얹어 정상에 상륜을 두었다. 그 기본형은 팔각원당형을 따르면서 사각의 단순한 변형을 가미하였다. 
기단부는 상, 하대로 형성되었으며 각 면에는 아무런 조식도 없다. 부재는 화강암이며 전체 높이는 164cm이다.

## 같이 보기
- 정수사
- 기화 (조선)